# Чемпионат России по футболу среди женщин 2002 (первый дивизион)
Первый дивизион по футболу среди женских команд 2002 — 11-й футбольный турнир Первого дивизиона — второго по силе дивизиона в системе женских футбольных лиг России. Победителем Первого дивизиона во второй раз стал калужский клуб Анненки.

## Участники
Сводная статистика участников
учтены матчи завершённых сезонов
без учёта мячей забитых в сериях послематчевых пенальти
с учётом технических результатов

| команда           | команда         | сезоны | сезоны    | Результаты выступлений | Результаты выступлений | Результаты выступлений | Результаты выступлений | Результаты выступлений | Результаты выступлений | Результаты выступлений | Результат в сезоне 2001    | Примечания         |
| наименование      | город           | #      | года      | И                      | В                      | Н                      | П                      | ЗМ                     | ПМ                     | РМ                     | Результат в сезоне 2001    | Примечания         |
| ----------------- | --------------- | ------ | --------- | ---------------------- | ---------------------- | ---------------------- | ---------------------- | ---------------------- | ---------------------- | ---------------------- | -------------------------- | ------------------ |
| Виктория          | Белгород        | 3      | 1997—1999 | 34                     | 5                      | 0                      | 29                     | 24                     | 119                    | -95                    | —                          |                    |
| Анненки           | Калуга          | 2      | 2000—2001 | 24                     | 16                     | 3                      | 5                      | 94                     | 24                     | +70                    | Первый дивизион, 1-е место |                    |
| Есения-СФАТ       | Рыбное          | 2      | 2000—2001 | 24                     | 3                      | 1                      | 20                     | 21                     | 158                    | -137                   | Первый дивизион, 3-е место | Есения (2000—2001) |
| Балтия            | Калининград     | 1      | 2001      | 12                     | 0                      | 1                      | 11                     | 8                      | 72                     | -64                    | Первый дивизион, 4-е место |                    |
| Ника              | Нижний Новгород | —      | —         | —                      | —                      | —                      | —                      | —                      | —                      | —                      | —                          | дебютант           |
| Приалит           | Реутов          | —      | —         | —                      | —                      | —                      | —                      | —                      | —                      | —                      | —                          | дебютант           |
| Сибирячка-Энергия | Красноярск      | —      | —         | —                      | —                      | —                      | —                      | —                      | —                      | —                      | —                          | дебютант           |
| Жемчужина         | Ижевск          | —      | —         | —                      | —                      | —                      | —                      | —                      | —                      | —                      | —                          | дебютант           |

## Турнирная таблица

### Предварительный этап

#### Группа А
| Поз | Команда              | И | В | Н | П | МЗ | МП | РМ  | О  | Квалификация или выбывание         |
| --- | -------------------- | - | - | - | - | -- | -- | --- | -- | ---------------------------------- |
| 1   | Анненки (Калуга)     | 6 | 5 | 0 | 1 | 22 | 3  | +19 | 15 | Выход в финальный этап (1-4 места) |
| 2   | Виктория (Белгород)  | 6 | 3 | 0 | 3 | 7  | 11 | -4  | 9  | Выход в финальный этап (1-4 места) |
| 3   | Есения-СФАТ (Рыбное) | 6 | 2 | 1 | 3 | 5  | 10 | -5  | 7  | Выход в финальный этап (5-8 места) |
| 4   | Балтия (Калининград) | 6 | 1 | 1 | 4 | 4  | 14 | -10 | 4  | Выход в финальный этап (5-8 места) |

#### Группа Б
| Поз | Команда                        | И | В | Н | П | МЗ | МП | РМ  | О  | Квалификация или выбывание         |
| --- | ------------------------------ | - | - | - | - | -- | -- | --- | -- | ---------------------------------- |
| 1   | Ника (Нижний Новгород)         | 6 | 5 | 0 | 1 | 17 | 4  | +13 | 15 | Выход в финальный этап (1-4 места) |
| 2   | Приалит (Реутов)               | 6 | 3 | 1 | 2 | 10 | 6  | +4  | 10 | Выход в финальный этап (1-4 места) |
| 3   | Сибирячка-Энергия (Красноярск) | 6 | 3 | 0 | 3 | 9  | 10 | -1  | 9  | Выход в финальный этап (5-8 места) |
| 4   | Жемчужина (Ижевск)             | 6 | 0 | 1 | 5 | 6  | 22 | -16 | 1  | Выход в финальный этап (5-8 места) |

На втором этапе две лучшие команды (с учётом игр между собой) из группы А и Б боролись за выход в Высший дивизион 2003, а две худшие команды из каждой группы боролись за 5-е место.

### Финальный этап

#### 1-4 места
| Поз | Команда                | И | В | Н | П | МЗ | МП | РМ  | О  | Квалификация или выбывание |
| --- | ---------------------- | - | - | - | - | -- | -- | --- | -- | -------------------------- |
| 1   | Анненки (Калуга)       | 6 | 5 | 1 | 0 | 19 | 2  | +17 | 16 | Переход в Высший дивизион  |
| 2   | Приалит (Реутов)       | 6 | 2 | 2 | 2 | 7  | 9  | -2  | 8  |                            |
| 3   | Ника (Нижний Новгород) | 6 | 2 | 0 | 4 | 6  | 12 | -6  | 6  |                            |
| 4   | Виктория (Белгород)    | 6 | 1 | 1 | 4 | 6  | 15 | -9  | 4  |                            |

#### 5-8 места
| Поз | Команда                        | И | В | Н | П | МЗ | МП | РМ | О | Квалификация или выбывание |
| --- | ------------------------------ | - | - | - | - | -- | -- | -- | - | -------------------------- |
| 5   | Есения-СФАТ (Рыбное)           | 6 |   |   |   |    |    |    |   |                            |
| 6   | Балтия (Калининград)           | 6 |   |   |   |    |    |    |   |                            |
| 7   | Сибирячка-Энергия (Красноярск) | 6 |   |   |   |    |    |    |   | расформирован              |
| 8   | Жемчужина (Ижевск)             | 6 |   |   |   |    |    |    |   |                            |

1. ↑  «Сибирячка-Энергия» прекратила существование в межсезонье

## Результаты матчей
нет информации о результатах восьми матчей за 5-8 места

| Команда                        | АНН | ПРИ | НИК | ВИК | ЕСЕ | БАЛ | СИБ | ЖЕМ |
| ------------------------------ | --- | --- | --- | --- | --- | --- | --- | --- |
| Анненки (Калуга)               |     | —   | —   | 6:0 | 5:0 | 6:0 | —   | —   |
| Анненки (Калуга)               | 4:0 | 3:0 | 6:0 | —   | —   | —   | —   |     |
| Приалит (Реутов)               | —   |     | 2:0 | —   | —   | —   | 2:1 | 3:3 |
| Приалит (Реутов)               | 1:1 | 2:0 | 3:2 | —   | —   | —   | —   |     |
| Ника (Нижний Новгород)         | —   | 1:0 |     | —   | —   | —   | 2:0 | 3:1 |
| Ника (Нижний Новгород)         | 1:4 | 1:0 | 1:3 | —   | —   | —   | —   |     |
| Виктория (Белгород)            | 0:1 | —   | —   |     | 3:0 | 3:1 | —   | —   |
| Виктория (Белгород)            | 0:1 | 1:1 | 0:3 | —   | —   | —   | —   |     |
| Есения-СФАТ (Рыбное)           | 3:1 | —   | 0:1 | —   |     | 2:0 | —   | —   |
| Есения-СФАТ (Рыбное)           | —   | —   | —   | —   | 2:0 | ?   | ?   |     |
| Балтия (Калининград)           | 0:3 | —   | —   | 3:0 | 0:0 |     | —   | —   |
| Балтия (Калининград)           | —   | —   | —   | —   | 0:0 | ?   | ?   |     |
| Сибирячка-Энергия (Красноярск) | —   | 1:0 | 1:4 | —   | —   | —   |     | 3:1 |
| Сибирячка-Энергия (Красноярск) | —   | —   | —   | —   | ?   | ?   | 3:1 |     |
| Жемчужина (Ижевск)             | —   | 0:3 | 0:7 | —   | —   | —   | 1:3 |     |
| Жемчужина (Ижевск)             | —   | —   | —   | —   | ?   | ?   | 1:3 |     |

 Домашняя победа  •  Ничья •  Домашнее поражение
1. ↑  матч игрался в Нижнем Новгороде